# Pholidoscelis lineolatus
El Lagarto Pigmeo de Cola Azul o Lagartija Pigmea de Cola Azul (Pholidoscelis lineolatus) es una especie de lagarto endémico de la isla de La Española.
- Datos: Q2842605
- Multimedia: Ameiva lineolata / Q2842605
- Especies: Ameiva lineolata

1. ↑  Uetz, P. & Jirí Hošek (ed.). «Pholidoscelis lineolatus». Reptile Database (en inglés). Reptarium.